# Da’Vine Joy Randolph
Da’Vine Joy Randolph (Philadelphia, 1986. május 21. –) Oscar-, BAFTA- és Golden Globe-díjas amerikai színésznő. A Time 2024-ben a világ 100 legbefolyásosabb embere közé választotta.
Kritikai elismerést szerzett a látnok Oda Mae Brown megformálásával a Ghost (2012) című Broadway-produkcióban, amelyért a legjobb női mellékszereplő (musical) kategóriában Tony-díjra jelölték. Ezután szerepelt a Brooklyn legmérgesebb embere (2014) és a Hivatali karácsony (2016) című filmekben. A nevem Dolemite (2019) és a The United States vs. Billie Holiday (2020) ismét elismeréseket hozott számára. A Téli szünet (2023) című filmben gyászoló anyát alakított, női mellékszereplőként számos rangos díjat, köztük az Oscar-díjat is megnyerve.
Televíziós színésznőként is aktív, 2021 óta a Gyilkos a házban szereplője, mellyel Primetime Emmy-díjra jelölték.

## Fiatalkora és tanulmányai
1986. május 21-én született a pennsylvaniai Philadelphiában. A keresztnevét „Day Vine Joy”-ként ejtik ki két névként, nincs középső neve. Szüleinek hét évébe telt, mire gyermekük született, és azt mondták, lányuk megszületése „isteni öröm” (angolul „divine joy”) volt számukra. 
Philadelphia Mount Airy negyedében nőtt fel. Fiatalkorában az Interlochen Arts Campben tanult színészetet. A Temple Egyetemre járt, hogy klasszikus éneklésre és operára összpontosítson, de az első évben átváltott a musicalszínházra. Miután 2008-ban elvégezte a Temple-t, a Yale School of Drama-ra járt. A Yale-en 2011-ben szerzett mesterdiplomát. A British American Drama Academy (BADA) öregdiákja, miután egy nyarat az Oxfordi Egyetemen töltött Shakespeare tanulmányozásával.

## Pályafutása
Randolph meghallgatáson vett részt beugrós szerepre a Ghost: a Musical Broadway-átiratában (amelyet a londoni West Enden játszottak), de a producerek úgy döntöttek, hogy Oda Mae Brown szerepére választják ki. Mielőtt a Broadway-átirat szereplőválogatását bejelentették volna, Sharon D. Clarke, aki Oda Mae-t alakította a Ghost: a Musical londoni forgatásán, kisebb térdsérülést szenvedett. Randolph-ot azonnal Londonba repítették, hogy Clarke távollétében eljátssza a szerepet. Debütálására 2011. december 16-án került sor, és a szerepet Lisa Davina Phillipel lekettőzve jatszották 2012 január elejéig, amikor Clarke visszatért.
A darabot 2012. április 23-án, kezdték el játszani a Broadwayn. Randolph mellett Richard Fleeshman és Caissie Levy jatszották a főbb szerepeket. Alakításáért Tony-díjra jelölték legjobb musical színésznő kategóriában. 2013-ban debütált a filmvasznon az Andrew Dosunmu rendezte Mother of George című filmmel, egy mellékszerepben. A film premierje a 2013-as Sundance Filmfesztiválon volt, ahol rengeteg pozitív kritikákat illették. A következő évben egy ápolónőt alakított a Robin Williams főszereplésével készült Brooklyn legmérgesebb embere (2014) című vígjáték-drámában. Randolph a Selfie című sorozat egyik főszerepében, Charmonique Whitakerként vált ismertté, amelynek premierje 2014. szeptember 30-án volt. A sorozat főszereplői Karen Gillan és John Cho voltak. Vegyes kritikákat kapott, és egy évad után törölték, de a sorozatnak továbbra is nagy kultikus rajongótábora maradt. Amikor 2022 májusában a Selfie újraélesztéséről kérdezték, Randolph azt válaszolta, hogy visszatérne egy filmben vagy minisorozatban, ha lehetőséget kapna rá. Megemlítette, hogy ez sokat jelent neki és a szereplőgárdának, és hogy a rajongók még évekkel a sugárzása után is beszéltek a sorozatról. Randolph megjegyezte, hogy imádott a sorozaton dolgozni, és hogy a karaktere az egyik kedvenc szerepe.
2015 és 2017 között Randolph Christine-t szinkronizálta a Mr. Peabody és Sherman show című sorozatban. Vendégszerepelt  A férjem védelmében (2013), Főállású fater (2014), Családom, darabokban (2015) és Az alelnök (2017) című sorozatokban. Visszatérő szerepet kapott a Rólunk szól (2016) című drámasorozatban. Ugyanebben az évben szerepelt az Hivatali karácsony (2016) című filmben. 2016 és 2017 között két évadon keresztül játszotta Yvonne Watson szerepét a People of Earth című sitcomban. Visszatérő szereplő volt az Empire című sorozatban 2017 és 2018 között, valamint az On Becoming a God in Central Florida című sorozatban 2019-ben.
Átütő  alakítást Lady Reedként szerezte A nevem Dolemite (2019) című filmben Eddie Murphy főszereplésével. Alakításáért jelölést kapott az Afroamerikai Filmkritikusok Szövetségénél, a Black Reel Awardsnál és az NAACP Image Awardsnál legjobb női mellékszereplő kategóriában.
Szerepet vállalt a The United States vs. Billie Hollday (2021) című drámában és Az elveszett város (2022) című vígjátékban. 2021-ben főszerepet kapott az The Last O.G. (2021) című sitcomban. 2021 óta visszatérő szereplője a Gyilkos a  házban című sorozatban. Egy popsztár menedzserét alakította a vitatott Az idol (2023) című sorozatban.
2023-ban Mahalia Jackson gospelénekest alakította a Rustin című politikai drámában. Ugyanebben az évben kapta szerepét Alexander Payne Téli szünet című filmjében, ahol egy szakácsnőt és gyászoló anyát alakított.  Randolph számos jelölést és díjat kapott a szerepért, többek között elnyerte a Golden Globe-, BAFTA-, Screen Actors Guild-díjat és a legjobb női mellékszereplőnek jaró Oscar-díját.

## Filmográfia

### Film
| Év   | Magyar cím                            | Eredeti cím                          | Szerep                           | Magyar hang     |
| ---- | ------------------------------------- | ------------------------------------ | -------------------------------- | --------------- |
| 2013 |                                       | Mother of George                     | Marsea                           |                 |
| 2014 | Brooklyn legmérgesebb embere          | The Angriest Man in Brooklyn         | Rowan nővér                      | Zsolnai Júlia   |
| 2016 |                                       | The Secrets of Emily Blair           | Fran                             |                 |
| 2016 | Hivatali karácsony                    | Office Christmas Party               | Carla                            | Makay Andrea    |
| 2019 | A nevem Dolemite                      | Dolemite Is My Name                  | Lady Reed                        | Kocsis Mariann  |
| 2020 | Kőgazdag                              | Kajillionaire                        | Jenny                            |                 |
| 2020 | A végső műszak                        | The Last Shift                       | Shazz                            |                 |
| 2020 | Trollok a világ körül                 | Trolls World Tour                    | Bliss Marina / Shelia B (hangja) |                 |
| 2021 |                                       | The United States vs. Billie Holiday | Roslyn                           |                 |
| 2021 | A bűnös                               | The Guilty                           | Diszpécser (hangja)              | Kocsis Mariann  |
| 2022 | Az elveszett város                    | The Lost City                        | Beth Hatten                      | Peller Anna     |
| 2022 |                                       | On the Come Up                       | Pooh                             |                 |
| 2022 | Kegyes kis hazugság                   | A Little White Lie                   | Delta Jones                      | Kocsis Mariann  |
| 2022 | Csizmás, a kandúr: Az utolsó kívánság | Puss in Boots: The Last Wish         | Mama Luna (hangja)               | Nádasi Veronika |
| 2023 | Rustin                                | Rustin                               | Mahalia Jackson                  | eredeti hangon  |
| 2023 | Téli szünet                           | The Holdovers                        | Mary Lamb                        | Kokas Piroska   |
| 2025 | Árnyékosztag                          | Shadow Force                         | Nénike / Marvella                | Makay Andrea    |
| 2025 | Násznaposok                           | Bride Hard                           | Lydia                            | Makay Andrea    |
| 2025 |                                       | Eternity                             | Anna                             |                 |

### Televízió
| Év        | Magyar cím                         | Eredeti cím                          | Szerep                           | Megjegyzések                                          |
| --------- | ---------------------------------- | ------------------------------------ | -------------------------------- | ----------------------------------------------------- |
| 2013      | A férjem védelmében                | The Good Wife                        | Margie                           | 1 epizód                                              |
| 2013      |                                    | Brenda Forever                       | Pearl                            | tévéfilm                                              |
| 2014      | Főállású fater                     | See Dad Run                          | Mrs. Rothschild                  | 1 epizód                                              |
| 2014      |                                    | Selfie                               | Charmonique Whitaker             | főszereplő                                            |
| 2015      | Családom, darabokban               | Life in Pieces                       | Janice                           | 1 epizód                                              |
| 2015–2017 | Mr. Peabody és Sherman show        | The Mr. Peabody & Sherman Show       | Christine / Abby Fisher (hangja) | főszereplő                                            |
| 2016      | Rólunk szól                        | This Is Us                           | Tanya                            | visszatérő szerep (1. évad)                           |
| 2016–2017 |                                    | People of Earth                      | Yvonne Watson                    | főszereplő                                            |
| 2017      | Az alelnök                         | Veep                                 | Roberta Winston                  | 1 epizód                                              |
| 2017–2018 | Empire                             | Empire                               | Poundcake                        | visszatérő szerep (4. évad)                           |
| 2018      |                                    | Home: Adventures with Tip & Oh       | Crushtina (hangja)               | 1 epizód                                              |
| 2019      |                                    | On Becoming a God in Central Florida | Rhonda                           | visszatérő szerep                                     |
| 2020      |                                    | High Fidelity                        | Cherise                          | főszereplő                                            |
| 2020–2022 | Mini Madagaszkár – Vár a nagyvilág | Madagascar: A Little Wild            | Ranger Hoof (hangja)             | visszatérő szerep                                     |
| 2021      |                                    | Cinema Toast                         | Vivian (hangja)                  | 1 epizód                                              |
| 2021      | Tuca és Bertie                     | Tuca & Bertie                        | Tamarind Toucan (hangja)         | 2 epizód                                              |
| 2021      |                                    | Ultra City Smiths                    | Gail Johnson nyomozó (hangja)    | főszereplő                                            |
| 2021      |                                    | The Last O.G.                        | Veesy                            | főszereplő (4. epizód)                                |
| 2021–     | Gyilkos a házban                   | Only Murders in the Building         | Donna Williams nyomozó           | - visszatérő szerep - magyar hangja: - Kocsis Mariann |
| 2021–2022 | Nagynéném, a partiarc              | Chicago Party Aunt                   | Tina (hangja)                    | - főszereplő - magyar hangja: - Kocsis Mariann        |
| 2022      |                                    | Birdgirl                             | több szereplő hangja             | visszatérő szerep                                     |
| 2023      | Az idol                            | The Idol                             | Destiny                          | visszatérő szerep                                     |

## Fordítás
- Ez a szócikk részben vagy egészben  a   Da'Vine Joy Randolph című angol Wikipédia-szócikk ezen változatának fordításán alapul.  Az eredeti cikk szerkesztőit annak laptörténete sorolja fel. Ez a jelzés csupán a megfogalmazás eredetét és a szerzői jogokat jelzi, nem szolgál a cikkben szereplő információk forrásmegjelöléseként.